# روبرت لي
روبرت لي ( تُلفظ بالألمانية: [ˈlaɪ] ؛ 15 فبراير 1890 - 25 أكتوبر 1945) كان سياسيًا ألمانيًا خلال الحقبة النازية التي ترأس جبهة العمل الألمانية من 1933 إلى 1945. انتحر أثناء انتظار المحاكمة في نورمبرغ بتهمة ارتكاب جرائم حرب. 

## حياة سابقة
وُلد لي في Niederbreidenbach (التي أصبحت الآن جزءًا من Nümbrecht ) في مقاطعة Rhine، وهو السابع من بين 11 طفلاً وزوجته إميلي. درس الكيمياء في جامعات يينا وبون ومونستر. تطوع للجيش في اندلاع الحرب العالمية الأولى في عام 1914 وقضى عامين في المدفعية قبل التدريب باعتباره نصاب المدفعية الجوية، مع Artillery Flier Detachment 202. في يوليو 1917 تم إسقاط طائرته على فرنسا وكان اتخذت أسير الحرب. وقد اقترح أنه تعرض لإصابة دماغية في الحادث. خلال بقية حياته، تحدث بتلعثم وعانى من نوبات من السلوك الخاطئ، وتفاقمت بسبب شرب الخمر بكثرة.
بعد الحرب، عاد إلى الجامعة، وحصل على الدكتوراه في عام 1920. وقد عمل كصيادلة كيميائية في فرع لشركة إي غه فاربن العملاقة، ومقرها ليفركوزن في الرور. غاضبًا من الاحتلال الفرنسي للرور في عام 1924، أصبح لي قومياً وانضم إلى الحزب النازي بعد فترة وجيزة من قراءة خطاب أدولف هتلر في محاكمته في أعقاب بير هول بوتش في ميونيخ. بحلول عام 1925، أصبح غوليتر لمنطقة راينلاند الجنوبية ورئيس تحرير صحيفة نازية معادية للسامية بشدة، وهي وستديتشر بيوباتشر. أثبت لي ولاءه الثابت لهتلر، الأمر الذي دفع هتلر إلى تجاهل الشكاوى حول غطرسته وعجزه وسكره.

## رئيس جبهة العمل

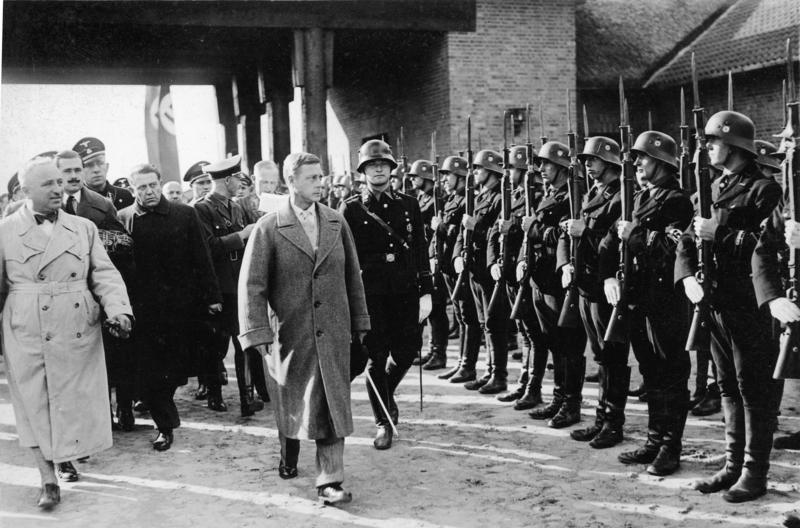
إدوارد، دوق وندسور وحراس شوتزشتافل مع روبرت لي، 1937

في عام 1934، تم إحضار لي إلى مقر الحزب النازي في ميونيخ لتولي منصب رئيس منظمة الحزب ( Reichsorganisationsleiter ) بعد مقتل جريجور ستراسر في ليلة السكاكين الطويلة.  خبرة لي كرئيس لحزب الرور الطبقة العاملة جعلته متعاطفا لحد ما مع تلك العناصر في الحزب التي كانت منفتحة على الاشتراكية، والتي عارضها هتلر، لكنه كان دائمًا يقف مع هتلر في النزاعات الداخلية في الحزب. هذا ساعده على النجاة من عداء مسؤولي الحزب الآخرين مثل أمين صندوق الحزب، فرانز زافير شوارز، الذي اعتبره مخمورًا غير كفء. عندما أصبح هتلر مستشارًا في يناير 1933، رافقه لي إلى برلين. في أبريل، عندما استولت الدولة على الحركة النقابية، عينه هتلر رئيسًا لجبهة العمال الألمانية ( Deutsche Arbeitsfront ، DAF).

علم جبهة العمل الألمانية في فترة قيادة روبرت

## القوة عبر السعادة

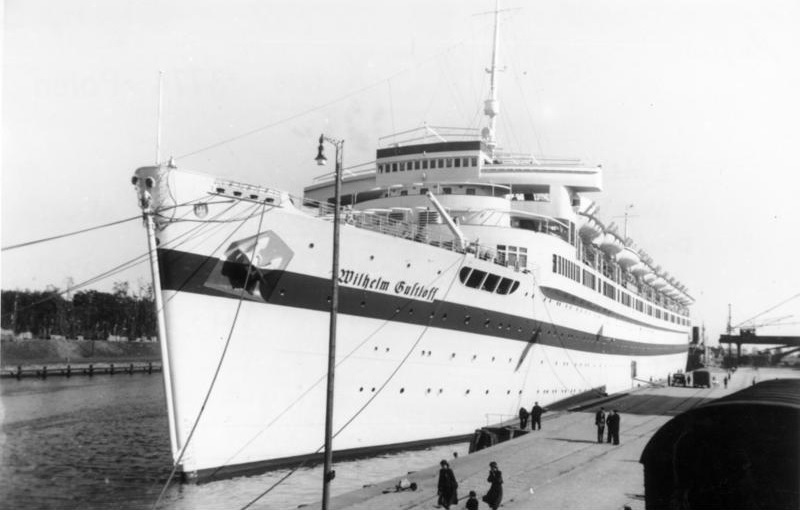
ال KDF-Schiff Wilhelm Gustloff 23 سبتمبر 1939

كان هتلر ولي يدركون أن قمع النقابات ومنع زيادة الأجور من قبل أمناء نظام العمل، عندما يقترن بمطالبهم التي لا هوادة فيها لزيادة الإنتاجية لتسريع إعادة التسلح الألمانية، خلق خطرًا حقيقيًا على استياء الطبقة العاملة. في نوفمبر 1933، كوسيلة لمنع السخط على العمل، أنشأت DAF القوة عبر السعادة ( Kraft durch Freude ، KdF)، لتوفير مجموعة من المزايا ووسائل الراحة للطبقة العاملة الألمانية وعائلاتهم. وشملت هذه العطلات المدعومة في المنتجعات في جميع أنحاء ألمانيا وفي البلدان «الآمنة» في الخارج (خاصة إيطاليا ). تم بناء اثنتين من أولى الرحلات البحرية في العالم التي تم تصميمها لهذا الغرض، وهما Wilhelm Gustloff و Robert Ley، لأخذ أعضاء KdF في رحلات البحر الأبيض المتوسط.

### اقتباسات
1. ↑  Encyclopædia Britannica | Robert Ley (بالإنجليزية), QID:Q5375741
2. ↑  filmportal.de | Robert Ley، QID:Q15706812
3. 1 2  Brockhaus Enzyklopädie | Robert Ley (بالألمانية), OL:19088695W, QID:Q237227
4. 1 2  Gran Enciclopèdia Catalana | Robert Ley (بالكتالونية), Grup Enciclopèdia, QID:Q2664168
5. ↑  Encyclopædia Britannica (بالإنجليزية), QID:Q5375741
6. ↑  Roy A. Martin, Inside Nurnberg: military justice for Nazi war criminals (بالإنجليزية), QID:Q105814716
7. ↑   https://hdl.handle.net/21.12123/249819. اطلع عليه بتاريخ 2023-05-16. {{استشهاد ويب}}: |url= بحاجة لعنوان (مساعدة) والوسيط |title= غير موجود أو فارغ (من ويكي بيانات) (مساعدة)
8. ↑  Burton C. Andrus (1969), I was the Nuremberg jailer (بالإنجليزية) (first ed.), New York: Coward-McCann, Inc., QID:Q98430026
9. ↑  "Dr. Ley's Brain: Study by Army Doctors Show Nazi Suicide was Medically Degenerate". 4 فبراير 1946: 45. {{استشهاد بدورية محكمة}}: الاستشهاد بدورية محكمة يطلب |دورية محكمة= (مساعدة)
10. ↑  Smelser 1988.
11. 1 2  Evans 2005.
12. ↑  Orlow 1973.

## روابط خارجية
- روبرت لـي على موقع الموسوعة البريطانية (الإنجليزية)
- روبرت لـي على موقع مونزينجر (الألمانية)
- روبرت لـي على موقع ميوزك برينز (الإنجليزية)
- روبرت لـي على موقع إن إن دي بي (الإنجليزية)
- روبرت لـي على موقع ديسكوغز (الإنجليزية)
- خطاب لي عام 1936 إلى نشطاء مصنع الحزب النازي
- Newspaper clippings about Robert Ley